# Osella FA1E
Osella FA1E (alternativ: Osella FA1/E) ist die gemeinsame Bezeichnung für zwei stark voneinander abweichende Rennwagenkonstruktionen des italienischen Teams Osella Squadra Corse, die in den Formel-1-Weltmeisterschaften der Jahre 1983 und in der 1984 bei 12 Rennen an den Start gingen. Die FA1E waren Osellas erste Formel-1-Autos, die einen Kundenmotor von Alfa Romeo verwendeten. In allen Fällen handelte es sich um technisch problematische und unzuverlässige Konstruktionen. Osellas Piloten erreichten nur drei Zielankünfte außerhalb der Punkteränge. Der österreichische Konstrukteur Gustav Brunner hielt den FA1E für das schlechteste Auto des Starterfeldes von 1983.

## Hintergrund
Das Turiner Unternehmen Osella Corse, dessen Gründer Enzo Osella 1971 die Motorsportabteilung von Abarth & C. übernommen hatte, baute in den 1970er-Jahren schwerpunktmäßig Wettbewerbsfahrzeuge für Berg- und Sportwagenrennen; Autos nach dem Formel-Reglement entstanden dagegen zunächst selten. Erst 1979 beteiligte sich Osella mit einigem Erfolg werksseitig an der Formel-2-Europameisterschaft. Im folgenden Jahr stieg Osella auf Initiative und mit finanzieller Unterstützung der italienischen Tochter des Unilever-Konzerns in die Formel-1-Weltmeisterschaft ein, wobei viel Improvisation erforderlich war. Der FA1A, Osellas erstes Formel-1-Chassis, war eine leistungsschwache Ableitung des letztjährigen Formel-2-Autos. Die folgenden Fahrzeuge der Typen FA1B (1980), FA1C (1981) und FA1D (1982) waren in technischer Hinsicht Varianten des Debütfahrzeugs. Sie alle wurden von Cosworth-Saugmotoren (Typ DFV) angetrieben, die angesichts der zunehmend zuverlässiger und leistungsfähiger werden Konkurrenzkonstruktionen mit Turboaufladung 1983 kaum noch konkurrenzfähig waren. Zwar bot Cosworth ab Mitte 1983 eine kraftvollere Version des DFV unter der Bezeichnung DFY an; sie leistete aber nur zwischen 20 und 30 PS mehr als die DFV-Motoren und war zudem nur für diejenigen Teams verfügbar, die sich an den Kosten der Entwicklung beteiligt hatten. Osella gehörte nicht dazu. Enzo Osella entschied sich daraufhin für eine Allianz mit Alfa Romeos Werksteam, das seit 1983 einen eigenen Turbomotor (Tipo 890T) im Einsatz hatte. Die Vereinbarung sah vor, dass Osella 1983 zunächst Alfa Romeos alte Zwölfzylinder-Saugmotoren (Tipo 1260 V12) einsetzen sollte, sie seit dem Ende der Saison 1982 von Alfas Werksteam nicht mehr verwendet wurden, bevor Osella für die Saison 1984 auch Zugriff auf Alfas Turbomotoren erhalten sollte. Für den Einsatz des Zwölfzylinder-Saugmotors baute Osella zwei verschiedene Fahrzeugtypen, die ungeachtet der erheblichen Unterschiede unter der gemeinsamen Bezeichnung FA1E zusammengefasst wurden. Der FA1E sollte die Zeit bis zum Erscheinen des Osella FA1F überbrücken, der auf Alfa Romeos Turbomotor zugeschnitten war.

## Zwei verschiedene Konstruktionen
Die Bezeichnung Osella FA1E wurde für insgesamt drei Autos verwendet, die zu zwei verschiedenen Konstruktionen gehören:
- Der erste FA1E, der teilweise als FA1E/1 bezeichnet wird,[4] war ein schnell realisiertes Interimsmodell, das ältere Osella- und Alfa-Romeo-Elemente miteinander kombinierte: Er verwendete das unveränderte Monocoque, die Fahrzeugnase und die Vorderradaufhängung eines Osella FA1D, der auf das Jahr 1981 zurückgeht, während der hintere Wagenteil vollständig identisch mit dem von Gérard Ducarouge konstruierten Alfa Romeo 182 von 1982 ist. Der bei Osella aufgebaute FA1E/1 sollte es dem Team ermöglichen, so früh wie möglich auf Alfa-Romeo-Motoren zu wechseln, ohne die Fertigstellung eines vollständig neu konstruierten Chassis abzuwarten. Der FA1E/1 debütierte Anfang Mai 1983 beim Großen Preis von San Marino.
- Das zweite und dritte Chassis (FA1E/2 und FA1E/3) waren dagegen eigenständige Konstruktionen, die der britische Ingenieur Tony Southgate verantwortete. Monocoque, Radaufhängung und die Karosserie waren komplett neu gestaltet und hatten keine Berührungspunkte mehr zum FA1E/1. Sie erschienen zweieinhalb Monate nach dem FA1E/1, der daraufhin nur noch als Ersatzfahrzeug gemeldet wurde.

## Technik
Alle Versionen des FA1E wurden von dem Tipo 1260 genannten, 3,0 Liter großen Saugmotor von Alfa Romeo angetrieben, der als Zwölfzylinder ausgelegt war und einen Zylinderwinkel von 60 Grad aufwies. Das Triebwerk war erstmals 1979 bei Alfa Romeos Kundenteam Brabham erschienen und war danach von Alfas Werksteam bis zum Ende der Saison 1982 verwendet worden. Enzo Osella übernahm einige der Motorblöcke und bereitete sie in seinem eigenen Betrieb für den Renneinsatz vor. Alfa Romeo hatte die Saugmotoren seit drei Jahren nicht mehr weiterentwickelt, sodass sie sich, als Osella sie übernahm, technisch auf dem Niveau von 1980 befanden. Das Leistungsniveau der Alfa-Saugmotoren entsprach zwar annähernd dem der Cosworth DFY-Triebwerke, allerdings waren sie deutlich schwerer als die Cosworth DFV- und die DFY-Versionen und verbrauchten zudem mehr Treibstoff, sodass sich der Leistungsvorteil letztlich relativierte. Darüber hinaus waren sie unzuverlässiger als die Cosworth-Konstruktionen. Ebenso wie in Alfa Romeos Werksteam in den Vorjahren waren 1983 auch bei Osella zahlreiche Ausfälle auf Motordefekte zurückzuführen.

## Renneinsätze

### Formel-1-Saison 1983
Den FA1E/1, der eine Kombination aus Osella- und Alfa-Romeo-Elementen war, meldete Osella für die Großen Preise von San Marino, Monaco, Belgien, der USA Ost sowie dem Großen Preis von Kanada. Fahrer dieses Autos war jeweils Piercarlo Ghinzani. Er konnte sich in vier Fällen nicht qualifizieren. Die einzige Rennteilnahme gelang ihm beim Großen Preis der USA in Detroit, wo er nach einigen Runden mit Technikdefekt ausfiel. 
In Silverstone erhielt Ghinzani den neu aufgebauten FA1E/2, mit dem er ebenfalls im Rennen ausfiel. In den verbleibenden sechs Rennen des Jahres fuhr er ebenfalls neuen FA1E/3. Mit ihm konnte sich Ghinzani fünfmal qualifizieren, aber nur einmal sah er das Ziel: Den Großen Preis von Österreich beendete er als Elfter.
Corrado Fabi, der zweite Fahrer des Osella-Teams, setzte in den ersten Rennen des Jahres den FA1D mit Cosworth-Motor ein. Ab dem Großen Preis von Deutschland erhielt er den FA1E/2. Bei sieben Rennveranstaltungen konnte er sich viermal qualifizieren und kam zweimal ins Ziel: Beim Großen Preis von Österreich wurde er Zehnter (vor dem Teamkollegen Ghinzani), und in den Niederlanden lief er als Elfter durchs Ziel.

### Formel-1-Saison 1984
Im folgenden Jahr wurde der FA1E/2 ein weiteres Mal zu einem Formel-1-Rennen gemeldet. Der Debütant Jo Gartner trat als zweiter Fahrer des Osella-Teams mit ihm zum Großen Preis von San Marino an, während sein Teamkollege Ghinzani hier bereits einen Osella FA1F mit Turbomotor einsetzte. Ghinzani verpasste wegen eines Technikdefekts an seinem Turbo-Modell die Qualifikation, Gartner hingegen qualifizierte sich für den 26. und letzten Startplatz. Im Rennen schied er nach 47 Runden wegen Getriebeschadens aus.

## Rennergebnisse
| Saison | Fahrer             | Nummer | 1 | 2 | 3 | 4   | 5   | 6   | 7   | 8   | 9   | 10  | 11 | 12  | 13  | 14  | 15  | 16 | Punkte | Rang |
| ------ | ------------------ | ------ | - | - | - | --- | --- | --- | --- | --- | --- | --- | -- | --- | --- | --- | --- | -- | ------ | ---- |
| 1983   |                    |        |   |   |   |     |     |     |     |     |     |     |    |     |     |     |     |    | –      | –    |
| 1983   | Corrado Fabi       | 31     |   |   |   |     |     |     |     |     | DNQ | DNQ | 10 | 11  | DNF | DNQ | DNF |    | –      | –    |
| 1983   | Piercarlo Ghinzani | 32     |   |   |   | DNQ | DNQ | DNQ | DNF | DNQ | DNF | DNF | 11 | DNQ | DNF | DNF | DNF |    | –      | –    |
| 1984   |                    |        |   |   |   |     |     |     |     |     |     |     |    |     |     |     |     |    | –      | 11   |
| 1984   | Jo Gartner         | 30     |   |   |   | DNF |     |     |     |     |     |     |    |     |     |     |     |    | –      | 11   |